# Madiswil
Madiswil es una comuna suiza del cantón de Berna, situada en el distrito administrativo de Alta Argovia. Limita al norte con las comunas de Lotzwil y Busswil bei Melchnau, al este con Melchnau, Reisiswil y Gondiswil, al sur con Auswil, Rohrbach, Rohrbachgraben y Ursenbach, y al oeste con Ochlenberg y Rütschelen.
Hasta el 31 de diciembre de 2009 situada en el distrito de Aarwangen.

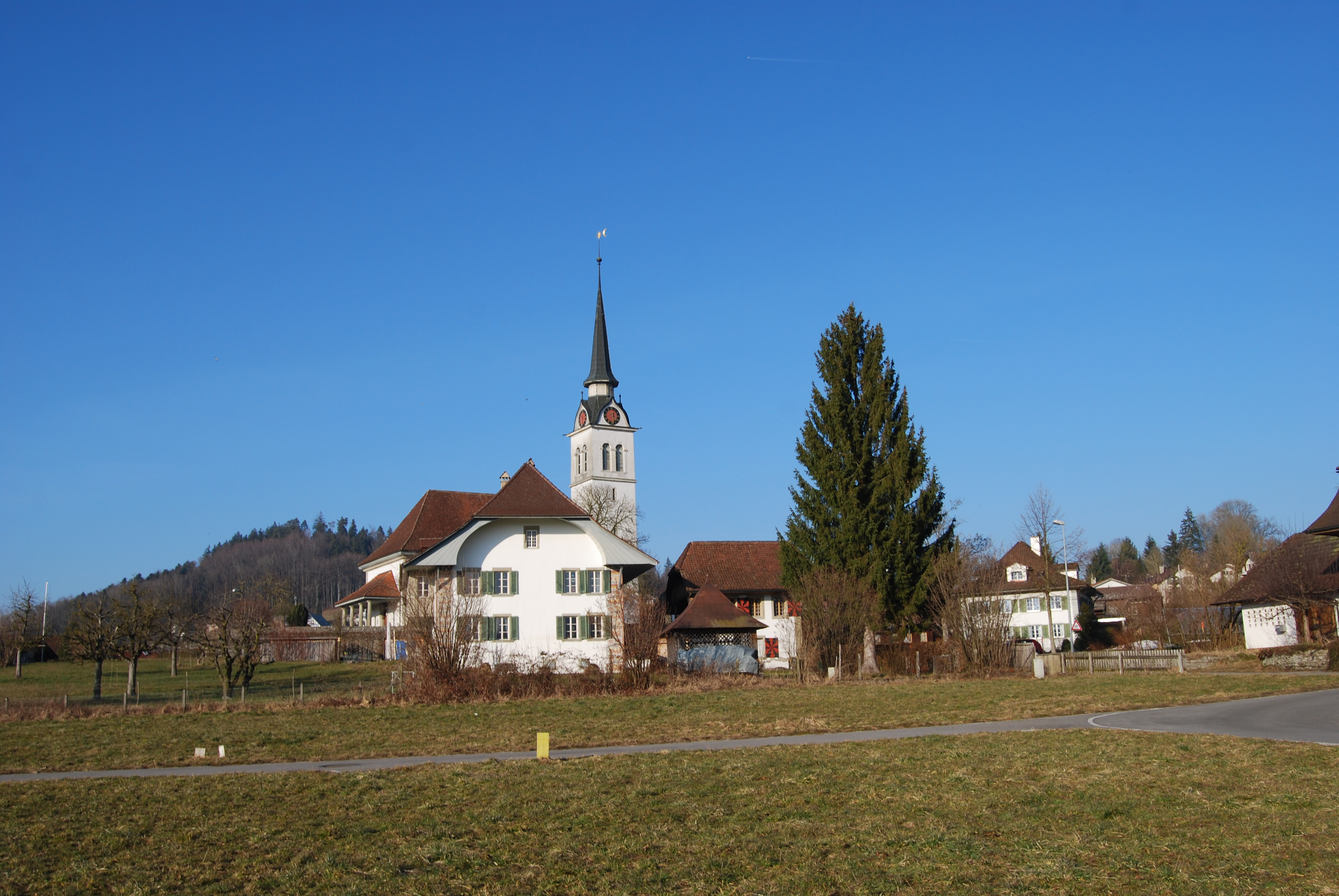
Madiswil

## Historia
Desde el 1 de enero de 2007, la comuna de Madiswil se reunió con la entonces comuna de Gutenburg. La unión fue votada y aceptada el 7 de junio de 2006 por la población de las dos comunas. Desde entonces, Gutenburg que tenía la particularidad de ser la comuna más pequeña del cantón de Berna, es una localidad de la comuna de Madiswil. 
El 12 de diciembre de 2009, la asamblea comunal se reunió para decidir si aceptaba la fusión con las comunas de Leimiswil y Kleindietwil en la nueva comuna de Madiswil. De 180 votantes presentes en la asamblea, 176 votaron a favor de la fusión, mientras que 2 dieron un voto negativo. A partir del 1 de enero de 2011 la comuna de Madiswil incluye las antiguas comunas de Kleindietwil y Leimiswil.

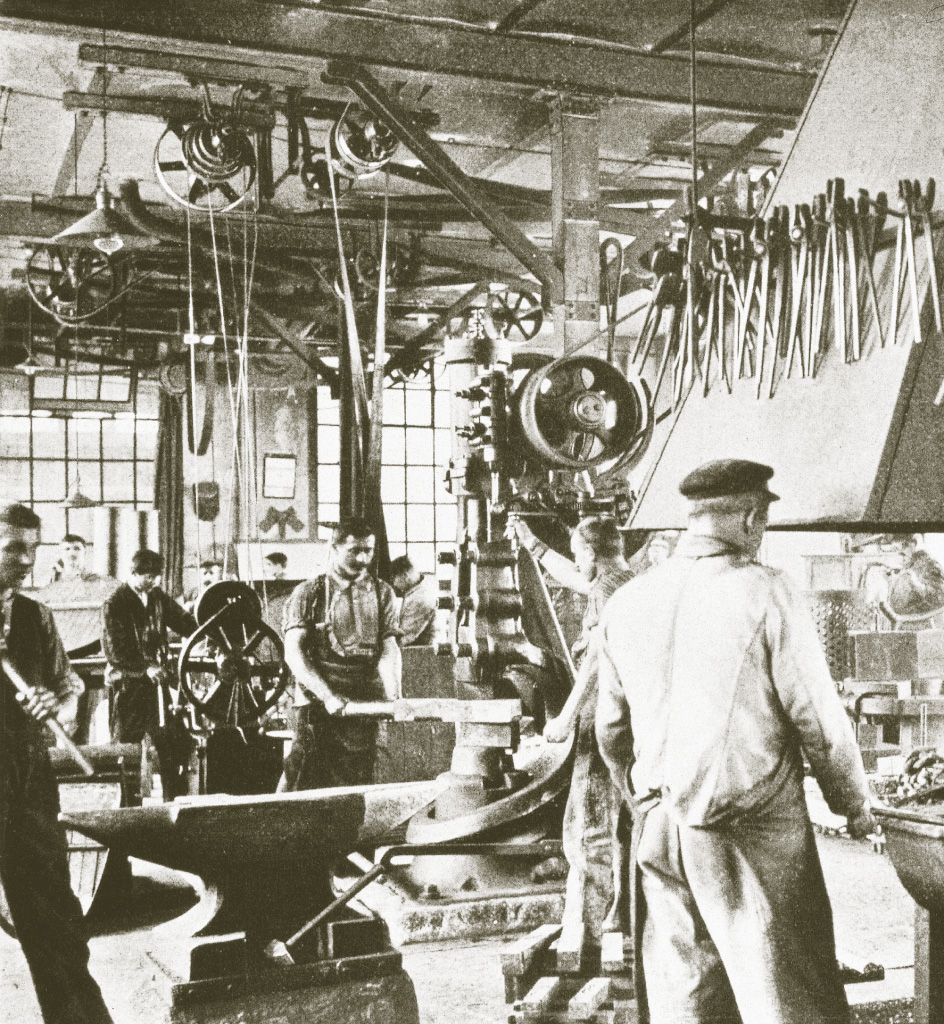
Antigua fábrica Ammann.